# Depot von Březí (Kamenný Újezd)
Das Depot von Březí (auch Hortfund von Březí) ist ein Depotfund der frühbronzezeitlichen Aunjetitzer Kultur aus Březí, einem Ortsteil von Kamenný Újezd im Jihočeský kraj, Tschechien. Es datiert in die Zeit zwischen 1800 und 1600 v. Chr. Die erhaltenen Gegenstände des Depots befinden sich heute im Südböhmischen Museum in Budweis.

## Fundgeschichte
Das Depot wurde 1928 nordwestlich von Březí beim Pflügen entdeckt. Die Fundstelle liegt nahe dem Ufer der Moldau in einer Flussbiegung.

## Zusammensetzung
Das Depot bestand ursprünglich wahrscheinlich aus fünf Bronzegegenständen: zwei Spangenbarren, ein Bruchstück einer Sichel, eine verbogene Nadel und eine scheibenförmige Spirale. Weiterhin wurden Keramikscherben gefunden. Eventuell war das Depot ursprünglich in einem Gefäß niedergelegt worden. Von all diesen Funden gelangten lediglich die beiden Spangenbarren ins Museum nach Budweis.